# Клирвотер (Флорида)
Клирвотер (енгл. Clearwater) град је у америчкој савезној држави Флорида. По попису становништва из 2010. у њему је живело 107.685 становника.

## Демографија
Према попису становништва из 2010. у граду је живело 107.685 становника, што је 1.102 (1,0%) становника мање него 2000. године.
|                   | 2010.            | 2000.            |
| Укупно            | 107 685 (100,0%) | 108 787 (100,0%) |
| Белци             | 76 536 (71,07%)  | 85 015 (78,15%)  |
| Хиспаноамериканци | 15 245 (14,16%)  | 9 754 (8,966%)   |
| Афроамериканци    | 11 752 (10,91%)  | 10 651 (9,791%)  |
| Азијати           | 2 311 (2,146%)   | 1 782 (1,638%)   |
| Остали            | 1 841 (1,710%)   | 1 585 (1,457%)   |

## Партнерски градови
- Нагано
- Каламарија
- Wyong